# 永山竜樹
永山 竜樹（ながやま りゅうじゅ、1996年4月15日 - ）は、日本の柔道家。北海道美唄市出身。
身長156cm。組み手は右組み。血液型はA型。得意技は背負投、袖釣込腰。パリオリンピック柔道男子60kg級銅メダリスト。

## 経歴
柔道は4歳の時に美唄市少年柔道会で始めた。小学校2年からは女子57kg級で活躍する玉置桃の父親が指導する岩見沢柔道少年団で稽古を積むようになった。この当時身に付けた小柄な体格を活かした担ぎ技や足技が自らの柔道の原型となった。道内で勝てない選手がいたこともあって、中学は愛知県の大成中学へ進んだ。3年の時には全日本カデ50kg級で優勝すると、世界カデでも優勝を飾った。その直後に出場した全国中学校柔道大会の55kg級では準々決勝で神戸生田中学2年の阿部一二三に有効で敗れて5位に終わった。
大成高校に進学すると、全日本カデと全日本ジュニアの55kg級では2位にとどまったものの、アジアジュニアでは優勝を果たした。2年の時には全日本カデで2年ぶりの優勝を果たすと、インターハイには60kg級に出場して3位となった。全日本ジュニアでは優勝するものの、世界ジュニアでは5位にとどまった。その後階級を60kg級に上げると、全国高校選手権では優勝を飾った。3年の時にはインターハイで5位に終わったものの、国体少年男子の部では愛知県チームの一員として決勝で東京都を破って優勝した。
2015年には東海大学へ進学した。1年の時には名古屋で開催された東アジア選手権に出場すると、決勝で高校の2年後輩となる古賀玄暉を有効で破って優勝した。全日本ジュニアでは決勝で國學院大學1年の藤阪泰恒を指導2で破って、今大会での2階級制覇を果たした。世界ジュニアでは決勝でモンゴルのツェンドオチル・ツォグトバータルを一本背負投で破って優勝を成し遂げた。
2年の時には選抜体重別で3位になった。グランドスラム・バクーでは初戦で地元アゼルバイジャンのオルハン・サファロフを技ありで破ると、3回戦では2014年の世界ジュニアで優勝したスペインのフランシスコ・ガリゴスを技あり、準々決勝では地元アゼルバイジャンのイルガル・ムシキエフに一本勝ち、準決勝でもモンゴルのダシダワー・アマルトゥブシンを裏投げで破ったものの、決勝では2014年の世界選手権で優勝したモンゴルのガンバット・ボルドバータルに反則負けを喫して2位にとどまった。講道館杯では決勝まで進むと、了徳寺学園職員の志々目徹をGSに入ってから技ありで破ってシニアの全国大会初優勝を飾った。12月のグランドスラム・東京では決勝で元世界チャンピオンで大学の3年先輩となるパーク24の髙藤直寿に内股で一本勝ちしてIJFワールド柔道ツアー初優勝を飾った。2017年2月のグランドスラム・パリでは2回戦でリオデジャネイロオリンピック銅メダリストであるウズベキスタンのディヨルベク・ウロズボエフに技ありで敗れた。
3年の時には4月の体重別決勝で髙藤を小外刈で破って優勝を飾り、髙藤とともに世界選手権代表に選出された。5月のグランドスラム・エカテリンブルグでは決勝でジョージアのアミラン・パピナシビリから技あり3つを取って優勝した。8月の世界選手権では3回戦でボルドバータルに技ありで敗れた。10月の体重別団体では決勝の国士舘大学戦で引き分けたが、チームは優勝した。12月のグランドスラム・東京では準決勝で過去2戦2勝だった髙藤に技ありで敗れて3位に終わった。続くワールドマスターズでは準決勝でダシダワー、決勝ではガリゴスをそれぞれ一本背負投で破って優勝を果たした。2018年2月のグランドスラム・デュッセルドルフでは準決勝まで全て一本勝ちすると、決勝ではロシアのロベルト・ムシビドバゼを裏投げの技ありで破って優勝した。なお、今大会後の世界ランキングで初めて1位となった。
4年の時には4月の体重別初戦でセンコーの米村克麻に技ありで敗れた。この際に、「動きが小さくなっていた。また一から」とコメントした。しかしながら、国際大会での実績により世界選手権代表には髙藤に続いて選出された。8月のグランプリ・ブダペストでは準決勝でガリゴスに技ありを先取されるも、終了と同時に合技で逆転勝ちした。決勝ではロシアのアルベルト・オグゾフを背負投の技ありから横四方固で破って優勝した。9月の世界選手権では準決勝で髙藤にGSに入った直後に小内刈の技ありで敗れるも、3位決定戦で韓国のイ・ハリムをGSに入ってから内股で破って3位になった。試合後には、「髙藤先輩に差をつけられたので、借りを返したい」とコメントした。11月のグランドスラム・大阪では準決勝で旭化成の大島優磨を技ありで破ると、決勝ではロシアのヤゴ・アブラゼを裏投げの技ありで破って優勝した。2019年2月のグランドスラム・デュッセルドルフでは決勝で世界選手権2位であるムシビドバゼを内股で破って優勝を飾った。
4月からは了徳寺学園の職員となり、幼少期から憧れていた「柔道漬け」の日々を送ることになった。体重別では決勝で志々目を背負投で破って今大会2年ぶり2度目の優勝を飾り、世界選手権代表に選出された。8月に東京で開催された世界選手権では、初戦で韓国の金源鎮を内股すかしで破るなどして準々決勝へ進むと、リオデジャネイロオリンピック銀メダリストであるカザフスタンのエルドス・スメトフを合技で破った。準決勝ではヨーロッパチャンピオンであるジョージアのルフミ・チフビミアニにGSに入ってから隅落の技ありで敗れるも、3位決定戦では髙藤を終了間際に合技で破って3位となった。11月のグランドスラム・大阪では決勝で髙藤に技ありで敗れて2位に終わった。12月のワールドマスターズでは準決勝でウズベキスタンのシャラフディン・ルトフィラエフ、決勝でガリゴスを破るなどオール一本勝ちして、今大会2年ぶり2度目の優勝を飾った。
2020年2月のグランドスラム・パリでは決勝でアブラゼに裏固で技ありを取られるが、合技で逆転勝ちして優勝した。しかしながら、ライバルである髙藤にこれまでの実績が及ばないと判断されたため、世界ランキング1位ながら東京オリンピック代表の座を逃した。髙藤が連覇している世界選手権での優勝歴がないことや、直近のグランドスラム・大阪で髙藤との直接対決に敗れたことが要因として挙げられた。11月には来年に延期された東京オリンピックの補欠に選ばれた。12月には体重無差別の全日本選手権に60kg級の選手ながら出場すると、初戦で90kg級の選手である愛媛県警の河坂有希を小外掛の有効で破るも、2回戦で100kg級の国士館大学4年の飯田健太郎にGSに入ってから小外掛で敗れた。
2021年1月にはワールドマスターズに出場予定だったが、新型コロナウイルスの濃厚接触者と認定されたため、PCR検査では陰性だったものの、保健所の要請により今大会への出場は見合わせることになった。3月のグランドスラム・タシケントでは決勝でスメトフを技ありで破って優勝した。4月の体重別は出場しなかったが、世界選手権代表に選出された。6月の世界選手権では3回戦でアゼルバイジャンのカラマト・フセイノフに技ありで敗れた。
2022年2月のグランドスラム・パリでは決勝で韓国のチョン・スンボムを合技で破って優勝した。4月の体重別では初戦でパーク24の青木大に技ありで敗れた。しかし、アジア大会代表には選ばれた。6月のグランドスラム・ウランバートルでは、決勝で東京オリンピック銀メダリストである台湾の楊勇緯を技ありで破って優勝した。8月のアジア選手権では決勝で金源鎮を裏投げで破って優勝した。団体戦では日本チームは6人のうち4人しか出場しなかったため後のない戦いを強いられることになったが、準々決勝で地元のカザフスタン戦に出場すると、個人戦の73kg級で優勝した2階級上のダニヤル・シャムシャエフに合技で敗れるも、代表選でシャムシャエフを技ありで破ってチームを準決勝へ押し上げると、その後出番はなかったがチームは優勝した。12月のグランドスラム・東京では準々決勝でチョンに敗れると、その後の3位決定戦でも旭化成の古賀に技ありで敗れて5位に終わった。続くワールドマスターズでは準決勝で楊を裏投げで破るも、決勝でイに技ありで敗れて2位にとどまった。
2023年4月からはそれまで職員だった了徳寺大学の柔道部がSBCメディカルグループの傘下に入ったため、SBC湘南美容クリニックの所属となった。体重別では準決勝で国士舘大学3年の中村太樹に縦四方固で敗れた。6月のグランドスラム・ウランバートルでは決勝でフランスのロマン・ヴァラディエール＝ピカールを合技で破って優勝した。8月のワールドマスターズでは準決勝で金源鎮を腕挫十字固で破ると、決勝ではモンゴルのエンフタイワン・アリウンボルドを合技で破って優勝した。12月のグランドスラム・東京では準々決勝で元世界チャンピオンであるチフビミアニに反則勝ちするなどして決勝まで進むと、オリンピック代表争いをしている髙藤との直接対決になり、一本背負投で破って優勝した。今大会で優勝したことにより、パリオリンピック代表に内定した。
2024年5月の世界選手権には「世界チャンピオンになってから五輪に出たい」という本人の希望も考慮されて、パリオリンピック代表で唯一出場した。しかし、世界選手権では初戦で中立選手として出場したロシアのアユブ・ブリエフにGSに入ってから内股すかしで技ありを取られて敗れた。
7月のパリオリンピックでは準々決勝でガリゴスと対戦すると、片手絞（柔道サイトeJudoは袖車絞だとしている）を仕掛けられたが、審判が待てをかけた。それにもかかわらず相手が6秒間も絞め続けたため、結果として永山は落ちたとみなされた。永山によれば、待てがかかったのが聞こえたので気を緩めてしまったという。最終的に審判がそれを一本と認めたため、永山本人は納得いかず、相手との握手を拒否して、判定に抗議するため3分ほど畳の上にとどまった。これを受けて、強化委員長の金野潤や男子監督の鈴木桂治は、「待てと言われた後も6秒間、絞め続けることが柔道精神に則っていますか？」と審判団に何度も問いただしたが、あの場面で待てをかけたのは間違いだったものの、実際に永山は落ちていたとの認識を笑いながら示すのみで、話は平行線を辿った。なお、この件で全柔連は書面でも抗議の意を示した。試合ではその後、敗者復活戦で楊を技あり、3位決定戦でトルコのサリ・イルディスを合技で破って銅メダルを獲得した。12月のグランドスラム・東京では決勝で中村に反則負けを喫して2位にとどまった。
2025年2月のグランドスラム・バクーでは決勝で中村を合技で破って優勝した。4月からはパーク24に所属が変わった。体重別では準決勝で筑波大学4年の白金宏都に有効で敗れた。しかし、これまでの実績から世界選手権代表に選ばれた。続く全日本選手権では初戦で今大会の最重量で160kgの筑波大4年の入来巨助に払腰で敗れた。6月の世界選手権では初戦でアゼルバイジャンのアーマド・ユシフォフに技ありを先取されるも終盤に指導3で逆転の反則勝ち、準々決勝もカザフスタンのマグジャン・シャムシャディンに有効を先取されるが技ありで逆転勝ちするなどして決勝まで進むと、ピカールを合技で破って、世界選手権6度目の出場にしてようやく優勝を成し遂げた。
IJF世界ランキングは4950ポイント獲得で6位（2025年6月2日現在）。

## 戦績
50kg級での戦績
- 2011年 - 全日本カデ 優勝
- 2011年 - 世界カデ 優勝

55kg級での戦績
- 2011年 - 全国中学校柔道大会 5位
- 2012年 - ブレーメンカデ国際 優勝
- 2012年 - 全日本カデ 2位
- 2012年 - ドイツジュニア国際 3位
- 2012年 - 全日本ジュニア 2位
- 2012年 - アジアジュニア 優勝
- 2013年 - 全日本カデ 優勝
- 2013年 - ブレーメンジュニア国際 優勝
- 2013年 - ロシアジュニア国際 優勝
- 2013年 - インターハイ 3位（60kg級）
- 2013年 - 全日本ジュニア 優勝
- 2013年 - 世界ジュニア 5位

60kg級での戦績
- 2014年 - 全国高校選手権 優勝
- 2014年 - インターハイ 5位
- 2014年 - 国体 少年男子の部 優勝
- 2014年 - 講道館杯 5位
- 2015年 - ロシアジュニア国際 優勝
- 2015年 - 東アジア選手権 優勝
- 2015年 - 全日本ジュニア 優勝
- 2015年 - 世界ジュニア 優勝
- 2015年 - 講道館杯 5位
- 2016年 - 体重別 3位
- 2016年 - グランドスラム・バクー 2位
- 2016年 - 講道館杯 優勝
- 2016年 - グランドスラム・東京 優勝
- 2017年 - 体重別 優勝
- 2017年 - グランドスラム・エカテリンブルグ 優勝
- 2017年 - 体重別団体 優勝
- 2017年 - グランドスラム・東京 3位
- 2017年 - ワールドマスターズ 優勝
- 2018年 - グランドスラム・デュッセルドルフ 優勝
- 2018年 - グランプリ・ブダペスト 優勝
- 2018年 - 世界選手権 3位
- 2018年 - 体重別団体 3位
- 2018年 - グランドスラム・大阪 優勝
- 2019年 - グランドスラム・デュッセルドルフ 優勝
- 2019年 - 体重別 優勝
- 2019年 - 世界選手権 3位
- 2019年 - グランドスラム・大阪 2位
- 2019年 - ワールドマスターズ 優勝
- 2020年 - グランドスラム・パリ 優勝
- 2021年 - グランドスラム・タシケント 優勝
- 2022年 - グランドスラム・パリ 優勝
- 2022年 - グランドスラム・ウランバートル 優勝
- 2022年 - アジア選手権 個人戦 優勝 団体戦 優勝
- 2022年 - グランドスラム・東京 5位
- 2022年 - ワールドマスターズ 2位
- 2023年 - 体重別 3位
- 2023年 - グランドスラム・ウランバートル 優勝
- 2023年 - ワールドマスターズ 優勝
- 2023年 - グランドスラム・東京 優勝
- 2024年 - パリオリンピック 3位
- 2024年 - パリオリンピック混合団体 2位
- 2024年 - グランドスラム・東京 2位
- 2025年 - グランドスラム・バクー 優勝
- 2025年 - 体重別 3位
- 2025年 - 世界選手権 優勝

（出典、JudoInside.com）